# Scooby-Doo et le Rallye des monstres
Série
Scooby-Doo et les Boo Brothers
(1987) Scooby-Doo et l'École des sorcières
(1988)
Pour plus de détails, voir Fiche technique et Distribution.
Scooby-Doo et le Rallye des monstres ou Scoubidou et le Rallye des monstres (Scooby-Doo and the Reluctant Werewolf) est un téléfilm d'animation américain de la série Scooby-Doo, diffusé en 1988.

## Synopsis
Le film commence par une course automobile, Sammy remporte le prix. Pendant ce temps-là au château. Dracula a reçu une carte postale de la part du loup-garou. Qu'il prend définitivement la retraite. Dracula fait appel à Cracheur et Baveurs pour aller chercher leur nouveau loup-garou. Le soir, Sammy et Scooby-Doo regardent le film d'horreur, Scooby va dans la cuisine, pour aller chercher du poulet et les deux duos montent à l'échelle scier le toit de la maison. Scooby-Doo préviens Sammy qu'il y a des monstres au-dessus de la maison. Sammy et Scooby vont faire des courses et recroise les duos qui étaient au-dessus de sa maison. Le lendemain soir, Sammy, Scooby, Scrappy et Googie vont au cinéma voir le film, pendant que Scrappy et Scooby achète des choses à manger. Sammy et Googie sont tête-à-tête dans leurs voitures. Sammy a été transformé en loup-garou par Cracheur et Baveurs. Celui-ci fait un pacte : si Sammy participe et gagne le rallye des monstres, il pourra reprendre son apparence normale. Mais Dracula fait tout pour que Sammy, secondé par Scooby-Doo, Scrappy-Doo et Googie, perde la course.

## Fiche technique
- Titre original : Scooby-Doo and the Reluctant Werewolf
- Titre français : Scooby-Doo et le Rallye des monstres
- Réalisation : Ray Patterson
- Scénario : Jim Ryan
- Production : Bernard Wolf ; Joseph Barbera, William Hanna (exécutifs)
- Sociétés de production : Hanna-Barbera Productions
- Société de distribution : Warner Home Video
- Pays : USA
- Anglais : Anglais
- Genre : animation
- Format : Couleurs - 35 mm - 1,33:1 - Son mono Dolby
- Durée : 80 min.
- Dates de première diffusion :  États-Unis - 13 novembre 1988 ;  France - 3 juillet 2002 (DVD)

## Distribution

### Voix originales
- Don Messick : Scooby-Doo / Scrappy-Doo
- Casey Kasem : Sammy Rogers
- Hamilton Camp : Dracula
- Jim Cummings : Frankenstein / Gengis Kong
- Joan Gerber : Dreadonia
- Ed Gilbert : Dr. Jekyll / Mr. Hyde
- Brian Stokes Mitchell : Bonejangles
- Pat Musick : Vanna Pira
- Alan Oppenheimer : Mummy
- Rob Paulsen : Brunch
- Mimi Seaton : Screamer
- B.J. Ward : Googie / Repulsa
- Frank Welker : Crunch

### Voix françaises
- Eric Missoffe : Sammy Rogers / Scooby-Doo / la créature de Frankenstein / Dr. Jekyll / M. Hyde / GK le kong / la plante / l'homme dans la voiture
- Éric Métayer  : Scrappy-Doo / le squelette / le dragon / le loup Wolfgang / l'araignée / le fantôme / le policier / le citoyen / le narrateur
- Céline Monsarrat : Googie / la petite sorcière /  la femme effrayée / la femme au magasin
- Michel Vigné : Dracula / les deux bossus / la momie / le monstre des marais /  la poignée de porte parlante / le monstre à la télé / le chef / le coureur
- Laurence Crouzet : Vampiréla / la femme de Frankenstein / la grande sorcière / la citoyenne
- Guy Montagné : le chanteur

## Autour du film
- Sammy ne porte pas son t-shirt vert, son pantalon brun et ses chaussures noires habituelles, mais un t-shirt rouge, un pantalon bleu et des chaussures beige.
- Véra, Daphné et Fred n'apparaissent pas dans le téléfilm.
- À noter que la Mystery Machine n'est pas vue dans le téléfilm